# Gogol Bordello
Gogol Bordello (Гоголь Борделло) — американская рок-группа, ведущие представители жанра джипси-панк. В своей игре объединяет несколько музыкальных стилей. Группа была основана в 1999 году в Нью-Йорке украинским эмигрантом Евгением Гудзем из музыкантов восточноевропейского происхождения — из Украины, России и Израиля. Они известны своими театрализованными постановками концертов, которые являются смесью карнавала и комедии. Их музыка подверглась влиянию украинских и русских народных мотивов, карпатской, цыганской музыки, в сопровождении аккордеона и скрипки (в некоторых альбомах и саксофона) и является объединением романса, панка, фолк-рока и рок-н-ролла.

## История
Основатель группы Евгений Гудзь родился в 1972 году в Украинской ССР, в г. Боярка. Учился в школе № 170 на Оболони в Киеве. После событий на ЧАЭС был с семьёй эвакуирован на запад Украины. Позднее, в качестве эмигранта, Гудзь побывал во многих странах Европы: в Польше, Венгрии, Австрии, Италии, а в 1991 эмигрировал в США, где осел в Нью-Йорке.
Первоначально группа называлась «Hutz and the Bela Bartoks», но, по выражению Гудзя, «В США никто не знает, кто это такой — Бела Барток».
Первый сингл группы был выпущен в 1999, в том же году выходит первый альбом Voi-La Intruder, продюсировал его барабанщик Bad Seeds Джим Склавунос (Jim Sclavunos).
2005 год — выход Gypsy Punks: Underdog World Strike, в котором смешались несколько стилей: рок-н-ролл, панк, балканские романсы, русские и украинские фольклорные мотивы; песни исполнялись на русском, английском, испанском и итальянском языках. Продюсер альбома — Стив Альбини (Steve Albini).
Евгений Гудзь сыграл одну из главных ролей (роль одессита Алекса) в фильме «И всё осветилось», снятом Львом Шрайбером по одноимённому роману Джонатана Сафрана Фоера. Песня «Start Wearing Purple» в исполнении «Gogol Bordello» вошла в саундтрек к этому фильму. В том же году группа подписала контракт с лейблом SideOneDummy
В 2007 вышел альбом Super Taranta, продюсер Виктор Ван Вогт (Victor Van Vugt), который стал ещё популярнее, чем предыдущие.
В 2007 Gogol Bordello получили премию BBC «World Music Awards».
Музыкальный журнал Rolling Stone включил работы группы в 50 лучших альбомов 2007 года, и 100 лучших песен 2007 года
.
Журнал New Musical Express поставил альбому четыре звезды из пяти
.
«Gogol Bordello» сотрудничал с Мадонной. Евгений Гудзь и Сергей Рябцев исполнили вместе с ней шлягер «La Isla Bonita» в концерте «London Live Earth» 7 июля 2007 года на стадионе «Уэмбли». Группа принимала участие в фильме, режиссёром которого являлась Мадонна, «Грязь и мудрость», презентация которого состоялась на фестивале Sundance Film Festival весной 2008 года.
22 июля 2012 «Gogol Bordello» выступали на разогреве у Red Hot Chili Peppers на концерте в Москве, на Большой спортивной арене «Лужники». В 2014 году выступили на рок-фестивале Rock Am Ring в Германии.
После российского вторжения в Украину в 2022 году Гудзь опубликовал в социальных сетях видео, осуждающее российское вторжение, и продолжал открыто высказываться о сборе средств для оказания помощи жертвам вторжения. Вскоре после этого Gogol Bordello объявил о благотворительном концерте, билеты на который были быстро распроданы, после чего было объявлено о благотворительном туре. Гудзь и Рябцев из группы сотрудничали с Лесом Клейпулом из группы Primus над песней «Man with the Iron Balls», восхваляющей смелость президента Украины Владимира Зеленского. Доходы от продажи были направлены в пользу «Nova Ukraine», некоммерческой организации, которая оказывает гуманитарную помощь народу Украины.[11]

## Дискография
| Дата выпуска   | Название                             | Лейбл                 |
| -------------- | ------------------------------------ | --------------------- |
| 1999           | «Voi-La Intruder»                    | Rubric Records        |
| 2002           | «Multi Kontra Culti vs. Irony»       | Rubric Records        |
| 2005           | «East Infection» (EP)                | Rubric Records        |
| 2005           | «Gypsy Punks: Underdog World Strike» | SideOneDummy Records  |
| 2007 10 июля   | «Super Taranta!»                     | SideOneDummy Records  |
| 2010 27 апреля | «Trans-Continental Hustle»           | American Recordings   |
| 2011 29 ноября | «Моя Цыганиада»                      | Extra Estrada Records |
| 2013           | «Pura Vida Conspiracy»               | ATO                   |
| 2017           | «Seekers and Finders»                | Cooking Vinyl         |
| 2022           | «Solidaritine»                       | Cooking Vinyl         |

### Синглы
- 2002 — «When The Trickster Starts A-Poking» (Rubric Records)
- 2006, февраль — «Start Wearing Purple» (SideOneDummy Records)
- 2006, август — «Not a Crime» (SideOneDummy)
- 2007, август — «Wonderlust King» (SideOneDummy)

### Сторонние проекты
- «Gogol Bordello vs. Tamir Muskat» — август 2004. Сотрудничество между Gogol Bordello и участниками Balkan Beat Box, под названием J.U.F. (Jewish-Ukrainian Freundschaft).
- Сотрудничество с Гораном Бреговичем привело к записи композиций «Be That Man» и «Quantum Utopia», вошедшей в альбом Бреговича 2012 года «Шампанское — цыганам».

## В кино
Евгений Гудзь снялся в фильмах «И всё осветилось» (2005) и «Грязь и мудрость» (2008), где фигуририрует и его группа. Самому коллективу «Gogol Bordello» посвящены документальные ленты «Gogol Bordello Non-Stop» (2008) и «Scream of My Blood: A Gogol Bordello Story» (2023).

Песни группы «Gogol Bordello» звучат в качестве саундтрека к нидерландскому фильму 2012 года «Марафон». Также песня группы звучит в мультипликационном фильме «Махни крылом». Трек группы под названием «American Wedding» звучит в одном из короткометражных мультиков из серии Dji Death Fails, а также в 3 сезоне, во 2 серии сериала «Фарго». Песни «Through the Roof 'n' Underground», «Occurrence on the Border», «Huliganjetta» звучат в фильме «Самоубийцы: История любви», имя и образ главного героя которого являются прямой отсылкой к личности фронтмена группы. Песня «East Infection» звучит в испанском фильме 2015 года «Идеальный день». Песня «Harem in Tuscany (Taranta)» звучит в фильме «Кухня в Париже». 

В мультсериале 2024 года «Монстры-коммандос» также использовались треки «Gogol Bordello», а сами участники коллектива появились в камео во 2 эпизоде 1 сезона.

## Участники группы
- Евгений Гудзь (вокал, акустическая гитара, перкуссия) — Украина/США/Бразилия (с 1999)
- Сергей Рябцев (скрипка, бэк-вокал) — Россия/США (с 2000)
- Педро Эразо (МС, перкуссия) — Кито, Эквадор (с 2007)
- Памела Джинтана Рейсин (перкуссия, бэк-вокал, общий перформанс) — Таиланд/США (1999—2017, с 2025)
- Кори Кингстон (перкуссия, ударные) — Пуэрто Рико (с 2020)
- Жиль Алешандре (бас-гитара, бэк-вокал) — Бразилия (с 2021)
- Эрика Манчини (аккоррдеон, бэк-вокал) — США (с 2023)
- Лео Минтек (гитара, бэк-вокал) — США (с 2021)

### Бывшие участники
- Элиот Фергюсон (ударные, бэк-вокал) — Флорида, США (1999—2009)
- Орен Каплан (гитара, бэк-вокал) — Израиль (2000—2012)
- Юрий Лемешев (аккордеон, бэк-вокал) — Россия (2001—2013)
- Ори Каплан (саксофон, бэк-вокал) — Израиль (2001—2004)

- Кэтрин МагГаффиган (перкуссия, бэк-вокал) — США (2001, 2002, 2005)
- Сьюзан Дональдсон (перкуссия, бэк-вокал) (2002—2003)
- Андра Урсута (перкуссия, бэк-вокал) — Румыния (2003—2006)
- Элизабет Чи-Вей Сун (перкуссия, бэк-вокал, общее представление) — Гонконг, Китай/Великобритания (2004—2016)
- Томас «Tommy T» Гобина (бас-гитара, бэк-вокал) — Эфиопия (2006—2021)
- Оливер Чарльз (ударные) — Тринидад и Тобаго (2009—2016)
- Майкл Уорд (гитара, бэк-вокал) — США (2011—2015)
- Павел Невмержицкий, он же Pasha Newmer (аккордеон, бэк-вокал) — Беларусь[10] (2013—2018)
- Борис Пелех (гитара, бэк-вокал) — Украина/Россия[11] (2015—2024)

- Эшли «Тоби» Тобаяс (бэк-вокал, перкуссия) — Пуэрто-Рико (2017—2024)